# Trirhithrum demeyeri
Trirhithrum demeyeri
 es una especie de insecto del género Trirhithrum de la familia Tephritidae del orden Diptera. 
White y Albany Hancock la describieron científicamente por primera vez en el año 2003.